# Fischhaus (Scheinfeld)
Fischhaus (fränkisch ebenfalls Fischhaus) ist eine Wüstung auf dem Gemeindegebiet der Stadt Scheinfeld im Landkreis Neustadt an der Aisch-Bad Windsheim (Mittelfranken, Bayern).

## Lage
Die Einöde lag auf einer Höhe von 352 m ü. NHN am Kaltbach, dem rechten Oberlauf des Nutzgrabens. Über einen Wirtschaftsweg gelangte man nach Klosterdorf (0,5 km westlich) bzw. nach Thierberg (0,8 km östlich). Heute erinnern nur noch die Fischhausweiher an den Ort.

## Geschichte
Der Ort wurde Mitte des 17. Jahrhunderts als Wohnung eines fürstlich-schwarzenbergischen Fischaufsehers erstmals schriftlich erwähnt. 1704 wurde das Anwesen „Fischhäusle“ genannt. Mit dem Gemeindeedikt (frühes 19. Jahrhundert) wurde Fischhaus dem Steuerdistrikt Scheinfeld und der Ruralgemeinde Thierberg zugeordnet. Vor 1840 erfolgte die Umgemeindung nach Schnodsenbach. Kurze Zeit später wurde Fischhaus nach Scheinfeld eingemeindet. Nach 1973 ist der Ort wüst gefallen.

### Ehemalige Baudenkmäler
- Der Neurenaissancebau wurde um 1900 erbaut. Zweigeschossiger Komplex aus Wohnhaus und Stall, verputzten Massivbauten über L-förmigen Grundriss, mit Satteldächern. Wohnhaus von zwei zu zwei Achsen, auf hohem Quadersockel. Fenster mit geohrten Quaderrahmen und Rechteckfeld unter der Sohlbank; als Bekrönung steinsichtige scheitrechte  Ziegelbogen. An den Hauskanten verzahnt versetzte Rustikquadern, im Obergeschoss Lisenen aus Ziegeln, die sich an der Giebelschräge fortsetzen. Gurtgesims aus Hausteinen.[8]
- Brücke über den Kaltbach, Mitte des 19. Jahrhunderts errichtet. Der Brückenbogen aus radial stehenden Quadern von Deltoidumriss; Brüstung aus drei horizontalen Quaderlagen.[8]

### Einwohnerentwicklung
| Jahr      | 001818 | 001840 | 001861 | 001871 | 001885 | 001900 | 001925 | 001950 | 001961 | 001970 |
| Einwohner | 4      | 2      | *      | 2      | 4      | 3      | 4      | 2      | 3      | 8      |
| Häuser    | 1      | 1      |        |        | 1      | 1      | 1      | 1      | 1      |        |
| Quelle    | [ 4 ]  | [ 6 ]  | [ 10 ] | [ 11 ] | [ 12 ] | [ 13 ] | [ 14 ] | [ 15 ] | [ 16 ] | [ 17 ] |

## Religion
Fischhaus war römisch-katholisch geprägt und nach Mariä Himmelfahrt (Scheinfeld) gepfarrt.